# Hyla versicolor
Hyla versicolor és una espècie de granota que es troba a Nord-amèrica.
És una reineta grossa que pot fer fins a 6 cm i té una pell granulosa que varia entre el verd i el gris passant pel marró, i pot canviar de color en alguns minuts per camuflar-se amb el to de l'entorn. Té una taca irregular i fosca al dors i una taca més pàl·lida de forma gairebé quadrada a sota de cada ull i l'engonal i la cara inferior de les cuixes són entre groc fosc i carabassa. Té els discos adhesius ben desenvolupats. Els mascles solen ser més petits que les femelles i tenen la gola fosca, pigmentada de negre, mentre que les femelles la tenen blanca. Els joves tenen la pell llisa sense taques.
Caça petits insectes i invertebrats als arbres i de vegades a terra. Quan persegueix una presa pot fer acrobàcies impressionants saltant de branca en branca.
Durant les hores caloroses del dia s'està immòbil al tronc d'un arbre, on es confon amb l'escorça.
Es distribueix a l'est dels Estats Units i al sud-est del Canadà.